# Альте-Донау (станція метро)

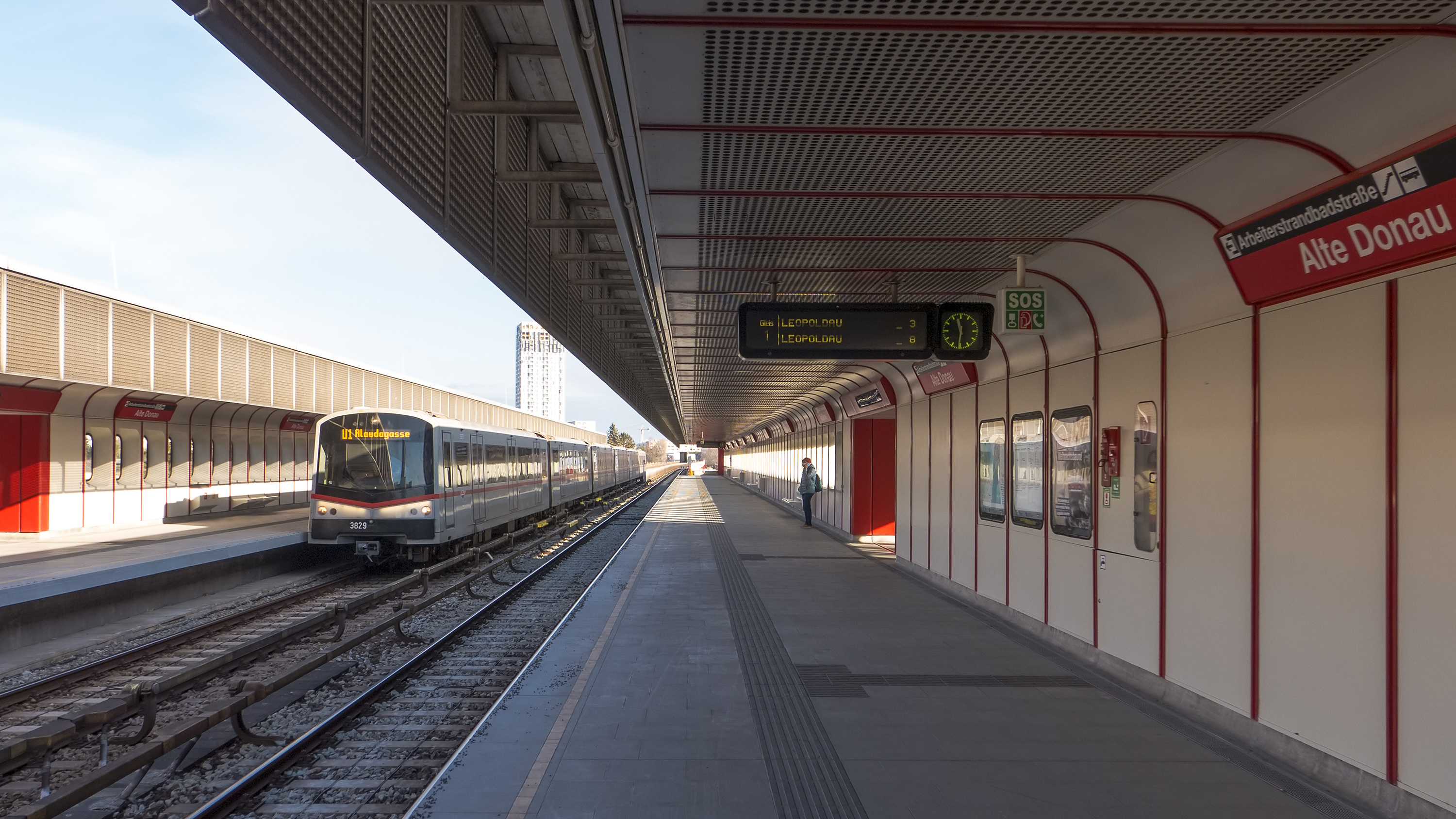
Платформи станції

48°14′18″ пн. ш. 16°25′29″ сх. д. / 48.2382° пн. ш. 16.4247° сх. д.
«Альте-Донау» (нім. Alte Donau; в перекладі — Старий Дунай) — станція Віденського метрополітену, розміщена на лінії U1 між станціями «Кайзермюлен-ВМЦ» та «Кагран». Має дві платформи берегового типу. Відкрита 3 вересня 1982 року у складі дільниці «Пратерштерн» — «Центрум-Кагран».
Розташована в 22-му районі Відня (Донауштадт), на мосту через дунайський рукав Старий Дунай. Має вихід на Арбайтерштрандбад-штрасе.